# Шейк (одиниця виміру)
Шейк (англ. shake) — це неофіційна метрична одиниця часу, що дорівнює 10 наносекундам або 10−8 секундам.  Була введена для використання в ядерній фізиці, допомагаючи зручно виражати час різних подій під час ядерних реакцій, особливо нейтронних.

## Етимологія
Як і багато неформальних одиниць вимірів, що мають відношення до ядерної фізики, шейк виник на тлі розробки надсекретного проекту Манхеттенського проекту під час Другої світової війни. Слово «shake» взято з ідіоматичного виразу “two shakes of a lamb’s tail”, що вказує на дуже короткий проміжок часу.
Лексикографи детально обговорювали, що найстаріше задокументоване використання фрази "two shakes of a lamb’s tail" вперше зустрічається (наскільки відомо) в роботах Р. Г. Бархэм прибл. 1800 роки. Однак ця фраза майже напевно була частиною розмовної мови задовго до цього.

## Ядерна фізика
Для конструкторів ядерної бомби цей термін був зручною назвою для короткого інтервалу, округленого до 10 наносекунд, що достатньо часто спостерігалися під час вимірювань та розрахунків: характерний час, необхідний для одного кроку ланцюгової реакції (тобто типовий час для кожного нейтрона, щоб викликати подію поділу, яка вивільняє більше нейтронів), становить близько 1 шейк, ланцюгова реакція в свою чергу зазвичай завершується за 50-100 шейків.

## Інтегральна схема
Оскільки просування сигналу в мікросхемах дуже швидке, близько наносекунд, шейк є зручним показником того, як швидко сигнал може поширюватись інтегральною схему.

## Дивись також
- «Барн» — супутня одиниця площі поперечного перерізу, створена тими самими людьми, для тих самих загальних цілей, у той самий час (виміряне значення поперечного перерізу ядерної реакції було більше, ніж очікувалося, тому вважалося «таким же великим, як сарай (англ. barn)»).
- Список жартівливих одиниць виміру